# Oberkampf (Band)
Oberkampf war eine französische Punkrock-Band, die von 1979 bis 1985 existierte und seit 2000 erneut auf Tour ist.

## Geschichte
Sie wurde von Joe Hell (Gesang), Pat Kebra (Gitarre), Buck-Dali (Bass) und Dominik Descoubes (Schlagzeug) gegründet. Nach der ersten Single-Veröffentlichung Couleurs Sur Paris im Februar 1981 unterschrieb Oberkampf einen Platten-Vertrag bei Virgin Records, bei denen das erste Album P.L.C. (Plein Les Couilles) 1982 veröffentlicht wurde, gefolgt von Cris Sans Thèmes 1985, kurz vor deren vorläufiger Auflösung.
2000 gründete sich die Band erneut und nahm das 2003 veröffentlichte Album Animal Factory auf.
Oberkampf war bekannt für ihre anti-nationalistische Einstellung, die sich unter anderem darin äußerte, dass die Band bei einem Live-Auftritt die französische Flagge verbrannte und darin, dass ihr Song La Marseillaise von Schweine-Grunzen begleitet wird, ebenso wie ihr Aufruf zum Widerstand gegen staatliche Institutionen in Couleurs Sur Paris.

## Diskografie

### Alben
- 1983: P.L.C
- 1985: Cris sans thème
- 2003: Animal Factory

### Singles
- 1981: Couleurs sur Paris
- 1985: Fais attention
- 1983: Maximum
- 1983: La Marseillaise
- 1983: Linda
- 1988: Quel temps